# Needham Market
Needham Market is een civil parish in het bestuurlijke gebied Mid Suffolk, in het Engelse graafschap Suffolk. De plaats telt 4528 inwoners.